# Láska je jen slovo
Láska je jen slovo (v německém originále Liebe ist nur ein Wort) je román rakouského spisovatele Johanna Maria Simmela z roku 1963. V českém překladu vyšel poprvé roku 1976.
V roce 1971 byl román zfilmován německým režisérem Alfredem Vohrerem. Hudbu pro film Liebe ist nur ein Wort složil Erich Ferstl. Hlavní role hráli Malte Torsten (Oliver Mansfeld), Judy Winterová (Verena Lordová) a Herbert Fleischmann (Manfred Lord). Roku 2010 byl natočen německý televizní film Liebe ist nur ein Wort.

## Děj
Oliver Mansfeld je mladík, který přijíždí do internátu doktora Floriana. Už na své cestě se seznamuje s Verenou Lordovou, vdanou starší ženou. Oliver se do ní okamžitě zamiluje.
Ve škole poznává Hansiho, malého hrbatého kluka, který, ač je postižený, je velice chytrý a během pár dní začne Olivera vydírat. Vyhrožuje, že pokud Oliver neposlechne a nebude dělat to, co mu Hansi řekne, poví doktoru Florianovi, že se tajně schází s Verenou.
Do Olivera se zamiluje dívka jménem Geraldina, přezdívaná „Superštětka“. Velice ho miluje, ale ví, že on ji ne. A protože Oliver miluje Verenu, chce Geraldině říct, že je konec. Ale neví, jak na to, a tak požádá Hansiho, aby mu pomohl. Hansi slíbil a pomohl: shodil Geraldinu ze srázu. Geraldina si polámala hodně kostí, má něco i s páteří a lékaři se domnívají, že to bude mít trvalé následky. Ale jejich předpověď se nesplnila. Oliver se cítí vinen, ale musí mlčet.
Oliver a Verena se scházejí v jednom opuštěném domě. Ale po Vánocích zjistí, že jejich domov vyhořel. A objeví se sluha Lordových, Leo, který také Olivera vydírá, protože všechno ví. A tak si milenci najdou jednu kavárnu.
Začnou prázdniny, děti z internátu odjíždí domů. A Oliver odjíždí do Itálie za Verenou. Tam se tajně schází, tráví spolu veškerý čas. Jenže Oliver má pocit, že je někdo sleduje, ale nechce se tím zatěžovat.
Po návratu z Itálie se Oliver a Verena rozhodnou, že vše řeknou jejímu muži. Jaké je jejich překvapení, když jim Manfred Lord oznámí, že už to ví. A dokonce jim podává pomocnou ruku.
Na konci prosince dává Oliver na poštu jejich román o lásce, zbývá dopsat už jen jedinou chybějící kapitolu, která nebude nikdy napsána. Rukopis se dostane do rukou frankfurtského redaktora Alberta Lazaruse. Albert čte a dostane strach, chce Olivera varovat, ale je pozdě. Oliver byl nalezený mrtvý. Rozbíhá se pátrání, ve kterém vyjde najevo, že se Oliver po Vánocích vrátil do internátu. Setkal se s Verenou, která mu řekla, že je konec. Přečetl si i její dopis, který mu napsala.
Oliver byl nešťastný, a tak ho našel i Manfred. Manfred ho zmlátil, ale nezabil ho. Poté odešel. Oliver se probral z bezvědomí a ze zoufalství spáchal sebevraždu: oběsil se.